# Li Jingxiang
Li Jingxiang (xinès simplificat: 李京香; Pequín, 1984) és una actriu, guionista i directora de cinema xinesa.

## Biografia
Li Jingxian va néixer l'any 1984 a Pequín (Xina). Es va graduar a l'Institut Central de Drama de Pequín (secció d'interpretació teatral) i va treballar durant dos anys al cinema i la televisió abans de decidir-se, el 2008, a estudiar direcció a l'estranger. Va estudiar a l'Escola d'Estudis Cinematogràfics (ESEC) i a la Universitat de París 8. Després va obtenir dos màsters; Universitat de Mont-real al Quebec i Universitat de Concordia al Canadà.
Ha treballat en diverses pel·lícules franceses i xineses, a França i als Estats Units, com "Le Dragon et le Phénix" (凤凰) estrenada el 2013, coescrita i dirigida per Caroline Hong Chu, i "À la vie". ", escrita i dirigida per Jean-Jacques Zilbermann, estrenada el novembre de 2014. El 2015, va formar part del comitè organitzador del 12è festival de cinema francès a la Xina.

## Filmografia
El 2017, va escriure i rodar el seu primer llargmetratge, "Spring Sparrow" (春天的麻雀), coproduït per Tomorrow's Films i Blackbird Films .Completada el 2019, la pel·lícula es va estrenar el 14 de novembre de 2020 a la Xina .
La pel·lícula té lloc l'any 1982, a l'inici del període de reforma i obertura. Els pagesos estan autoritzats a vendre les seves collites a la ciutat, i es genera un moviment d'èxode rural. Un nen d'Hebei també somia amb un futur millor que al camp. Admès a la universitat, va en bicicleta a Pequín amb tres amics per intentar guanyar els diners que necessita per pagar els seus estudis.
Va guanyar dos premis: Festival Internacional de Cinema Fajr-Silver Simorgh (Premi Especial del Jurat: Millor Vestuari) i Festival Nits de Cinéma Oriental de Vic (Premi del Jurat: Millor Pel·lícula). Te versió amb subtítols en castellà i català. També va ser presentada el 2021 al Festival de Cine por mujeres de Madrid.
En una entrevista, amb relació a la pel·lícula va manifestar "A la pel·lícula volia tenir un to realista, em vaig inspirar en la puresa del neorealisme, volia que el meu film mantingués aquesta autenticitat amb un punt poètic. Vaig començar a preparar la pel·lícula a França, així que veia molt de cinema europeu: Eric Rohmer, aquest naturalisme és molt important per a la pel·lícula, i també em vaig inspirar en el cinema japonès"
El 2021 va acabar el segòn film, Jiangjun Guan (将军罐).